# Глинська сільська рада (Роменський район)
Глинська сільська́ ра́да — колишній орган місцевого самоврядування в Роменському районі Сумської області. Адміністративний центр — село Глинськ.

## Загальні відомості
- Населення ради: 1 959 осіб (станом на 2001 рік)

## Населені пункти
Сільській раді були підпорядковані населені пункти:
- с. Глинськ
- с. Сурмачівка
- с. Чеберяки

## Склад ради
Рада складалася з 16 депутатів та голови.
- Голова ради: Філоненко Сергій Анатолійович
- Секретар ради: Савченко Антоніна Сергіївна

### Керівний склад попередніх скликань
| Прізвище, ім'я, по батькові   | Основні відомості                                                 | Дата обрання | Дата звільнення |
| ----------------------------- | ----------------------------------------------------------------- | ------------ | --------------- |
| Філоненко Сергій Анатолійович | Сільський голова, 1970 року народження, освіта вища, безпартійний | 26.03.2006   | 31.10.2010      |
| Філоненко Сергій Анатолійович | Сільський голова, 1970 року народження, освіта вища, безпартійний | 31.10.2010   |                 |

Примітка: таблиця складена за даними сайту Верховної Ради України